# Szent Onézimosz
Szent Onézimosz (ógörögül: Ὀνήσιμος, latinul: Onesimus), (? – Róma, 95 körül) szentként tisztelt ókeresztény püspök, vértanú.
Szökött rabszolga volt, és szökésében Pál apostolhoz került Rómában. Pál megszerette, megkeresztelte, majd visszaküldte gazdájához, Filemonhoz egy levéllel (Pál levele Filemonhoz) együtt, amely később az Újszövetségi Szentírás része lett. A levél tulajdonképpen útmutatást nyújt a hűtlen szolgák, cselédek keresztény kezelésére.
A régi egyházi hagyomány úgy tudja, hogy Filemon később szabadon bocsátotta Onészimoszt, aki diakónus, majd püspök lett. Róma városában lett vértanúː a hagyomány szerint megkövezték. A keresztény egyház szentként tiszteli, és ünnepét február 16-án üli meg.